# RB-333P Lesoczek
RB-333P Lesoczek (ros. РБ-333П «Лесочек») – rosyjski system walki elektronicznej dostosowany do przenoszenia przez pojedynczego żołnierza lub montowania na pojazdach.

## Historia
System został zaprojektowany przez zakład Sozwiezdije (ros. Созвездие), w 2013 r. wszedł na wyposażenie armii rosyjskiej. Jest przeznaczony do wykrywania i zakłócania częstotliwości radiowych stosowanych do uruchamiania improwizowanych ładunków wybuchowych. Pozwala to zastosować go do ochrony własnych żołnierzy i pojazdów przed niespodziewanym atakiem. Dodatkowym zastosowaniem systemu jest też zagłuszanie łączności GSM. Wg producenta możliwości systemu Lesoczek trzykrotnie przewyższają dotychczas stosowane wyposażenie w zakresie zagłuszanych częstotliwości oraz zasięgu. Jego konstrukcja pozwala na ochronę własnych oddziałów zarówno w czasie marszu jak i postoju. 
W styczniu 2013 roku jednostki powietrznodesantowe otrzymały 40 egzemplarzy systemu, do końca tego roku dostarczono dalsze 110. W pierwszej kolejności otrzymały je oddziały stacjonujące w Tule i Noworosyjsku. Zgodnie  planami Ministerstwa Obrony Federacji Rosyjskiej do 2016 r. armia rosyjska miała otrzymać 1200 zestawów systemu. W 2019 r. system wszedł na wyposażenie wojsk pancernych Zachodniego Okręgu Wojskowego. Doniesienia medialne potwierdzają, że zmotoryzowane oddziały Południowego Okręgu Wojskowego, stacjonujące w Stawropolu, otrzymały system Lesoczek w 2020 r. Wyposażenie zostało zaprezentowane publicznie na forum wojskowo-technicznym „ARMIA-2020”. W 2021 r. Instytut Badawczy Uzbrojenia Pancernego i Sprzętu zaproponował zastosowanie systemu Lesoczek jako element wyposażenia czołgów T-72B3M i T-80BWM. W tym samym roku jednostki Zachodniego Okręgu Wojskowego zostały wyposażone w system Lesoczek. W dniach 14-17 grudnia 2021 r. na poligonie w rejonie Orenburga oddziały Centralnego Okręgu Wojskowego przeprowadziły ćwiczenia z wykorzystaniem systemu Lesoczek. System został zamontowany na pojazdach biorących udział w agresji Rosji na Ukrainę.
Ponadto została opracowana cywilna wersja systemu, która jest oferowana m.in. biznesmenom. Jej gabaryty umożliwiają zainstalowanie jej w samochodzie osobowym.